# Радио и телевидение Словении
Радио и телевидение Словении (Радиотелеви́зия Слове́ния (словен. Radiotelevizija Slovenija, сокр. RTV Slovenija) — государственная организация Республики Словения, до 1991 года республиканский радиотелецентр «Радио и телевидение Любляны», объединённый с другими в Югославское радио и телевидение. Выступает в качестве государственного учреждения особого культурного и национального значения, поскольку предоставляет общественную услугу, признанную обеспечить культурные, социальные и демократические потребности граждан Республики Словении, словенцев по всему миру, представителей словенского меньшинства в Италии, Австрии и Венгрии, а также представителей итальянской и венгерской национальных общин, проживающих на территории Словении.
Государственное учреждение «RTV Slovenija» транслирует три национальных радио- и три национальных телеканала, региональные радио- и телеканалы, один радио- и один телеканал для коренного венгерского и итальянского населения Словении, радио- и телепередачи для цыганской этнической общины, словенских меньшинств в соседних странах, словенских эмигрантов за рубежом и для зарубежной аудитории: в общей сложности восемь радиопрограмм (четыре из которых транслируются 24 часа в сутки) и пять телепрограмм. Кроме того, RTV транслирует телетекст, а также имеет мультимедийный интернет-портал, который предлагает три интерактивных канала (информационный, для детей и развлекательный), и где можно смотреть субтитры к передачам (для глухих и слабослышащих).
Штаб-квартира учреждения находится в Любляне, но имеет два региональных радиотелевизионных передающих центра: в Мариборе и Копере.
Для нужд публицистических служб и радио- и телепрограмм работают корреспонденты в Вашингтоне, Москве, Брюсселе, Риме, Берлине, Загребе, Белграде, в соседних регионах Австрии, Италии и Венгрии, региональные корреспонденты во всех словенских регионах.
Со своим музыкальным подразделением, в рамках которого функционирует симфонический оркестр РТВ Словения, биг-бэнд РТВ Словения, камерный хор RTV Словения, детский и молодёжный хор, а также нототека, RTV занимает исключительно важное положение среди центральных словенских учреждений культуры. Музыкальные ансамбли РТВ являются основным источником, пополняющим национальный музыкальный архив архивными и концертными записями словенских авторов и исполнителей, а также работают как на внутренние потребности РТВ по производству музыкальных передач, так и на имидж государства Словении в мире.
В рамках RTV также функционирует «Издательство кассет и пластинок» (Založba kaset in plošč RTV Slovenija, ZKP RTVS), которая посредством аудио-и видеоносителей предоставляет пользователям доступ к архивам собственных записей РТВ.
RTV выступает одним из главных пропагандистов словенского национального творчества в сферах радио, телевидения и музыки, показывая его в рамках своих программных планов в теле- и радиопередачах. Также, присуждая ежегодные премии «Ježek», поощряет оригинальные достижения и работы в области радио и телевидения. Церемония награждения проводится ежегодно с 1989 года, учреждена премия была через год после смерти работавшего на «RTV Slovenija» Франа Милчинского (Ежека).

## Телеканалы и радиостанции

### Основные общенациональные телеканалы
- TV SLO 1 — информационно-развлекательный
  - Dnevnik — информационная программа
- TV SLO 2 — развлекательно-информационный

Доступны во всех районах Словении через эфирное, кабельное и спутниковое телевидение.

### Основные региональные телеканалы
- Televizija Maribor

Доступен через те же источники в Мариборе
- Televizija Koper

Доступен через те же источники в Копере

### Специализированные общенациональные телеканалы
- TV SLO 3

Доступен во всех районах Словении через кабельное и спутниковое телевидение.

### Основные общенациональные радиостанции
- A1 — общая
- Val 202 — музыкальная
- Program ARS — культура

Доступны во всех районах Словении через эфирное радиовещание (цифровое (DAB) на МВ и аналоговое на УКВ (УКВ CCIR), A1 (ранее — Val 202) также на СВ).

### Основные региональные радиостанции
- Radio Koper/Radio Capodistria

Доступны через те же источники в Копере
- Radio Maribor/Pomurski madžarski radio
- Radio Slovenia International — вещает на иностранных языках (английском и немецком)

Доступны через те же источники в Мариборе